# Fons Faverey
Alfons/Alphonsus Ignatius (Fons) Faverey (Paramaribo, 20 juli 1900 – juli 1979) was een Surinaams medicus en politicus.
Hij werd geboren als zoon van Cornelis Jacobus Faverey (1861-1943) en Susanna Jacoba Frederika Wekker (1865-1930). Hij ging naar de Geneeskundige School en verkreeg in 1923 de akte van bevoegdheid als geneeskundige. Later dat jaar slaagde hij voor het theoretisch heelkundig examen en een jaar later slaagde hij voor het praktisch verloskundig examen. Als geneesheer werd Faverey begin 1925 tijdelijk belast met de dienst van het Saramacca station Prevoyence en later dat jaar werd hij als genees-, heel- en verloskundige tijdelijk belast met de waarneming in het 9e geneeskundig district. Hij was districtsgeneesheer voor hij enige tijd in Venezuela ging werken. Daarna vertrok hij naar Amsterdam waar hij in 1932 bevorderd werd tot arts. Hij specialiseerde zich in de oogheelkunde en promoveerde in 1935 aan de Universiteit van Amsterdam op het proefschrift "Glaucoom en cataract". Omdat er in Suriname al een oogarts was en er geen plek leek voor een tweede oogarts ging hij naar het toenmalig Nederlands-Indië. Hij vestigde zich in Medan en werd tijdens de Tweede Wereldoorlog geïnterneerd in een Jappenkamp. Na de bevrijding was hij nog enige tijd werkzaam in Rotterdam voor hij terugkeerde naar Suriname om zich daar te vestigen als oogarts.
Van 1955 tot 1958 was hij namens de SDP minister van Volksgezondheid in het kabinet-Ferrier en daarnaast was hij vanaf 1957 waarnemend minister van Justitie en Politie.
Faverey overleed rond zijn 79e verjaardag.